# Hart District
Hart ist ein District in der Grafschaft Hampshire in England, der nach dem Fluss Hart benannt ist. Verwaltungssitz ist Fleet; weitere bedeutende Orte sind Crondall, Hartley Wintney, Hook, Odiham und Yateley. Hart gilt als einer der wohlhabendsten Distrikte in ganz England.
Der Bezirk wurde am 1. April 1974 gebildet und entstand aus der Fusion des Urban District Fleet und des Rural District Hartley Wintney.